# Leuchtturm (Heraldik)
Der Leuchtturm ist eine gemeine Figur in der Heraldik und wird vorrangig von Städten und Gemeinden verwendet, deren Lage meeresnah ist oder in deren Gebiet ein natürlicher Leuchtturm steht oder stand. Der Leuchtturm ist ein Wahrzeichen von See- und Handelsstädten im In- und Ausland.
Es wird ein Turm dargestellt, von dem oft nach rechts und links je ein Kegel anderer Tingierung in der Andeutung von Licht am obersten Turmdrittel nach dem Schildrand größer werdend ausgeht. Möglich ist die Verwendung von gemauerten oder glatten Türmen. Fehlt der Lichtstrahl, wird durch eine detaillierte Darstellung des Lampenhauses oder der Turmgalerie im Wappen versucht, die Eindeutigkeit herzustellen. Weitere Merkmale sind ein blauer (Wellen-)Schildfuß, auf dem sich der Turm befindet (vgl. Wellenschnitt). Kleine graue Felsen oder grüne, eine Insel andeutende Standflächen sollen die Wassernähe unterstreichen.

Leuchtturmwappen in Deutschland
Bastorf
Behrensdorf (Ostsee)
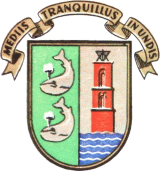
Borkum
Büsum
Dahme (Holstein)
Grünendeich
Hollern-Twielenfleth
Hörnum (Sylt)
Pommerby
Sassnitz, Wappen seit 1959
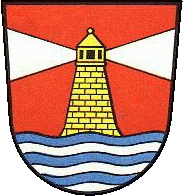
Kreis Südtondern
Amt Südtondern
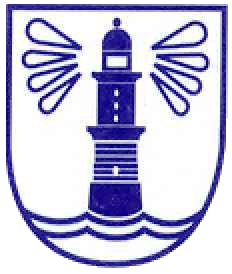
Warnemünde
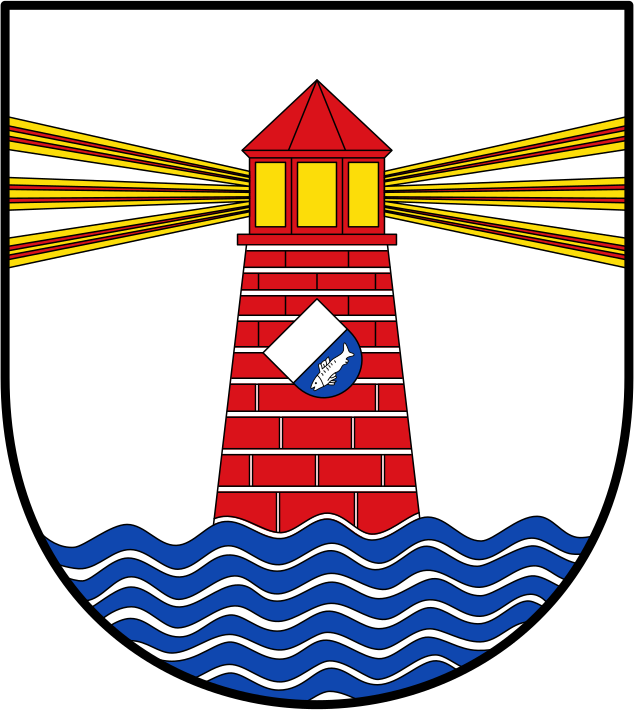
Westerland auf Sylt
Emden-Wybelsum

Leuchtturmwappen im Ausland
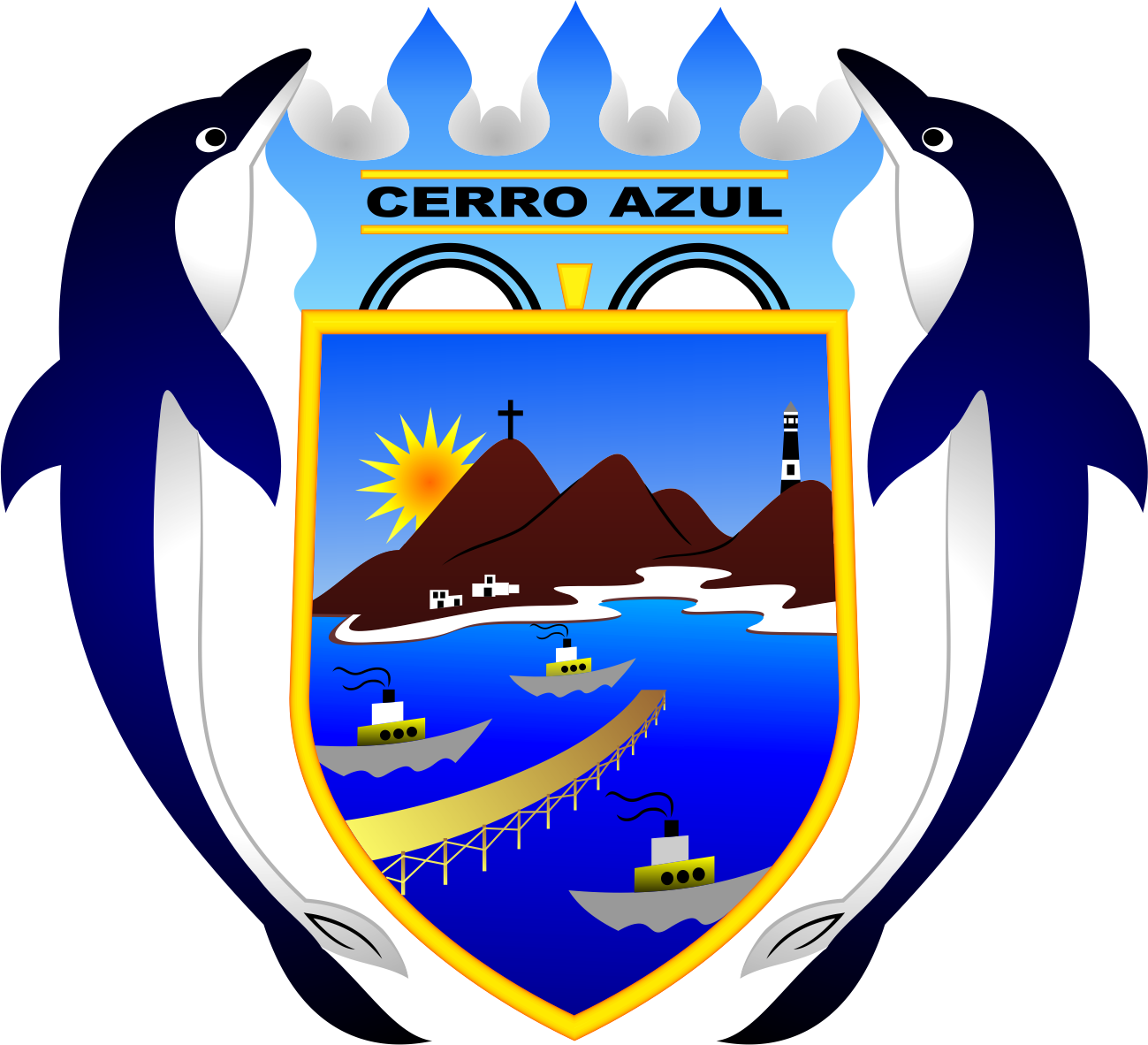
Distrikt Cerro Azul, Peru
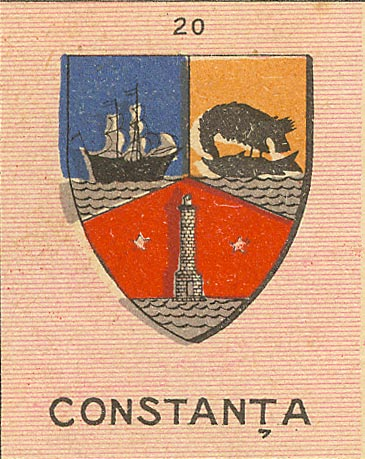
Constanța, Rumänien
A Coruña, Spanien
Le Verdon-sur-Mer, Frankreich
Loctudy, Frankreich
Kullens fyr, Schweden
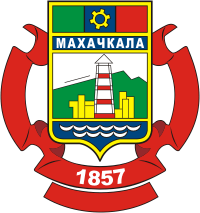
Machatschkala, Russland
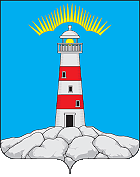
Murmansk, Russland
Mērsrags, Lettland
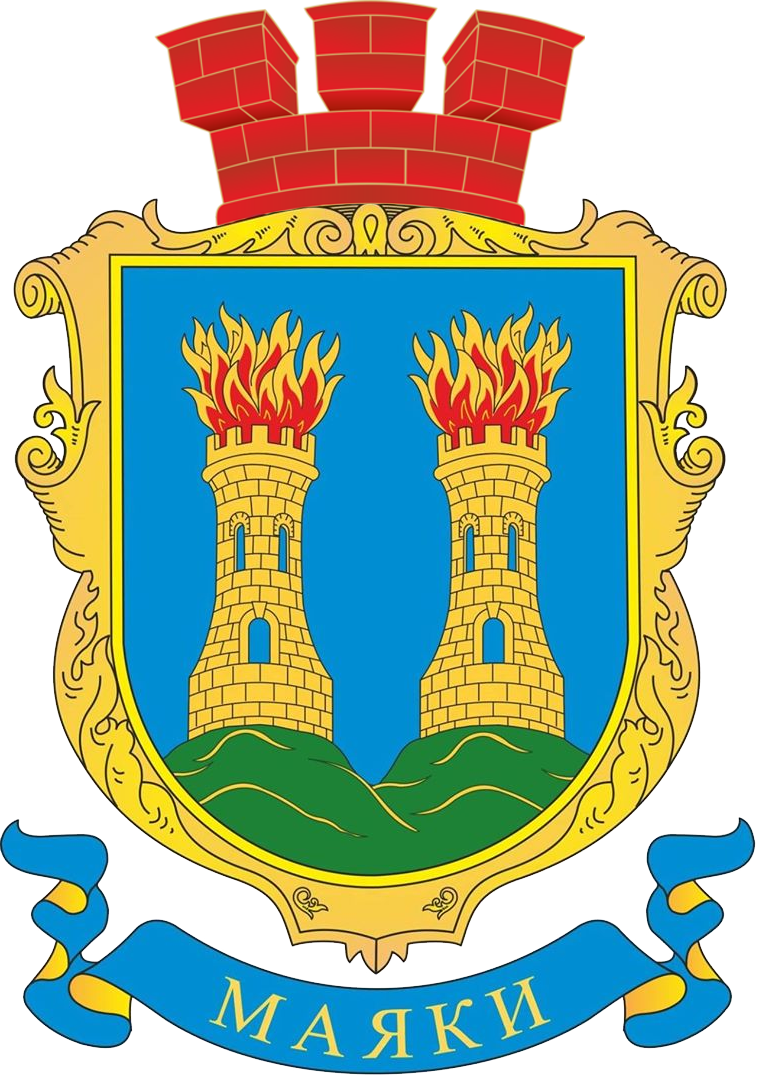
Odessa, Ukraine
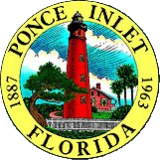
Ponce Inlet, USA
Leuchtturm Stilo, Polen
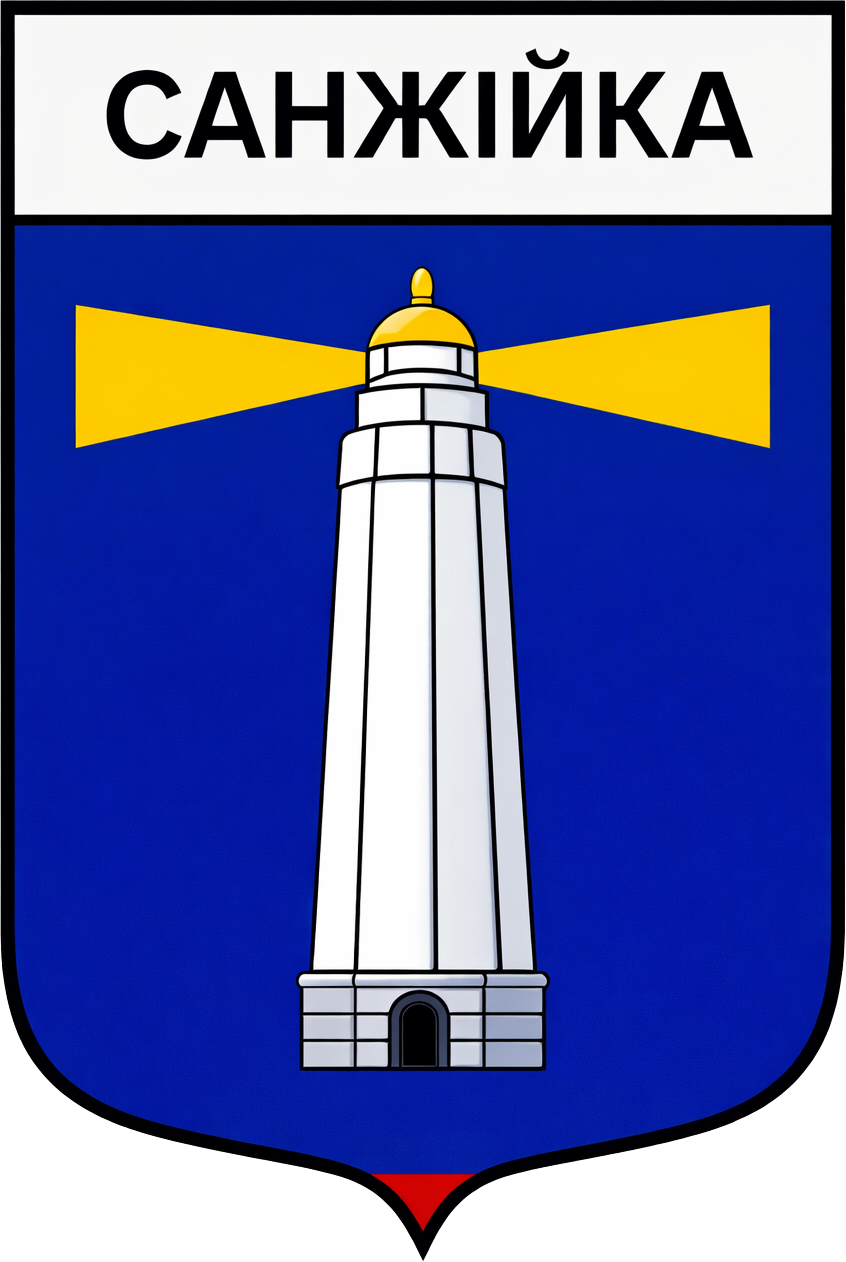
Sanschijka, Ukraine
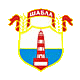
Schabla, Bulgarien
South Portland, USA
Swakopmund, Namibia
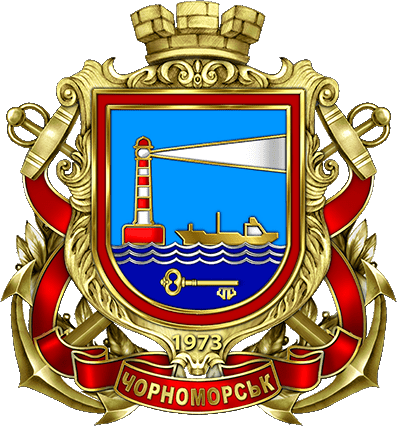
Tschornomorsk, Ukraine
Užava, Lettland
County Wexford, Irland